# 金斯頓 (明尼蘇達州)
金斯頓（英語：Kingston）是一個位於美國明尼蘇達州米克縣的城市。

## 歷史
金斯頓於1857年成立，同年設立郵局，該郵局於1907年停運。
2013年3月12日，明尼蘇達州政府投票決定是否撤銷金斯頓的城市地位。最終投票以23比36不通過，金斯頓的城市地位得以保存。

## 人口
根據2020年美國人口普查的數據，金斯頓的面積為1.44平方千米，當中陸地面積為1.43平方千米，而水域面積為0.01平方千米。當地共有人口184人，而人口密度為每平方千米128人。